# André Caquot
André Marcel Caquot (* 24. April 1923 in Épinal; † 1. September 2004 im 14. Arrondissement (Paris)) war ein französischer Orientalist und Spezialist für semitische Geschichte und Zivilisationen. Er war Professor für Hebräisch und Aramäisch am Collège de France und wurde 1986 zum Präsidenten der Académie des Inscriptions et Belles-Lettres gewählt. Seine Forschungen befassten sich insbesondere mit den Qumran-Handschriften, der ugaritischen und phönizischen Kultur sowie dem alten Äthiopien.

## Leben
Als ehemaliger Schüler der École normale supérieure (Paris) und Agrégation de grammaire schloss sich André Caquot von 1953 bis 1955 der französischen archäologischen Mission in Äthiopien an, bevor er zum Direktor für vergleichende semitische Religionswissenschaft an der École pratique des hautes études und anschließend zum Dozenten für Religionsgeschichte an der Fakultät für protestantische Theologie in Straßburg ernannt wurde.
Von 1964 bis 1968 war er Dozent für Hebräisch und die Religionsgeschichte Israels an der Sorbonne. Von 1972 bis 1994 hatte er den Lehrstuhl für Hebräisch und Aramäisch am Collège de France inne. Am 9. Dezember 1977 wurde er zum Mitglied der Académie des Inscriptions et Belles-Lettres gewählt, wo er den Sitz von Henri-Irénée Marrou übernahm; 1986 wurde er deren Präsident.
Nach seiner Pensionierung im Jahr 1992 wurde André Caquot bis 2003 eingeladen, Vorlesungen und Seminare an der Fakultät für Theologie und Religionswissenschaft der Université Catholique de l’Ouest in Angers zu halten. Diese bewahrt heute seine Bibliothek und sein Archiv auf.
Er wirkte an der Übersetzung der Psalmen und der Samuelbücher für die Traduction œcuménique de la Bible mit.
André Caquot war Präsident der Société asiatique sowie der Société des études juives und außerdem Generalsekretär der Société française d’histoire des religions.

## Auszeichnungen
- Ehrenlegion
- Ordre national du Mérite
- Ordre des Palmes Académiques
- Orden des Sterns von Äthiopien

## Schriften (Auswahl)
- André Caquot: La reine de Saba et le bois de la croix selon une tradition éthiopienne. In: Annales d’Ethiopie. Band 1, Nr. 1. Centre français des études éthiopiennes, 1955, ISSN 0066-2127, OCLC 1119737233, S. 137–147.
- André Caquot und Marcel Leibovici: La Divination (= Rites et pratiques religieuses. Band 1). Presses universitaires de France, Paris 1968 (XIX + 357 S.).
- André Caquot und Marcel Leibovici: La Divination (= Rites et pratiques religieuses. Band 2). Presses universitaires de France, Paris 1968 (560 S.).
- Hébreu et Araméen (= Leçons inaugurale). Collège de France, Paris 1973, S. 377–393 (college-de-france.fr [PDF]).
- André Caquot und David Cohen: Actes du premier congrès international de linguistique sémitique et chamito-sémitique: Paris, 16–19 juillet 1969 (= Janua Linguarum. Series Practica. Band 159). Mouton de Gruyter, Berlin 1974, ISBN 978-90-279-2670-8.
- André Caquot, Maurice Sznycer und Andrée Herdner: Textes ougaritiques : Mythes et légendes (= Littératures anciennes du Proche-Orient, ISSN 0459-5831. Band 7). Éditions du Cerf, Paris 1974 (613 S.).
- André Caquot, Paul Vignaux und Centre d’études des religions du livre: Dieu et l’Être. Exégèses d’Exode 3, 14 et de Coran 20, 11–24 (= Collection des Études Augustiniennes). Paris 1978, ISBN 978-2-85121-024-1 (276 S.).
- Adolphe Lods: Histoire de la littérature hébraïque et juive : Depuis les origines jusqu’à la ruine de l’État juif, 135 après J.C. Slatkine, Paris 1982, ISBN 2-05-100427-7, Vorwort des André Parrot, André Caquot und Gérard Emmanuel Weil (1054 S.).
- André Caquot und Jean-Michel Tarragon: Textes ougaritiques (= Textes religieux, rituels, correspondance. Band 2). Éditions du Cerf, Paris 1989, ISBN 978-2-204-02916-2 (478 S.).
- André Caquot: Béhémot. In: Semitica. Band 46. Maisonneuve, Paris 1996, S. 49–64.